# Bulbophyllum blumei
Bulbophyllum blumei là một loài phong lan thuộc chi Bulbophyllum.